# Tour dels Alps 2024
El Tour dels Alps 2024 va ser la 47a edició del Tour dels Alps. La cursa es disputà entre el 15 i el 19 d'abril de 2024, amb un recorregut de 709,3 km, repartits en cinc etapes per carreteres d'Itàlia i Àustria. La cursa formava part de l'UCI Europa Tour 2024 amb una categoria 2.HC.
El vencedor final fou l'espanyol Juan Pedro López (Lidl-Trek), que s'imposà a l'australià Ben O'Connor (Decathlon-AG2R La Mondiale) i a l'italià Antonio Tiberi  (Bahrain Victorious). En les classificacions secundàries Simon Carr (EF Education-EasyPost) s'imposà en la muntanya, Tobias Foss (Ineos Grenadiers) en la dels punts i Antonio Tiberi  (Bahrain Victorious) en la dels joves. El Bahrain Victorious fou el millor equip.

## Equips
18 equips van prendre la sortida en aquesta edició:
| WorldTeams (9)- Bahrain Victorious - Bora-Hansgrohe - Decathlon-AG2R La Mondiale - Team dsm-firmenich PostNL - EF Education-EasyPost - Ineos Grenadiers - Team Jayco AlUla - Lidl-Trek - Movistar Team ProTeams (7)- Equipo Kern Pharma - Euskaltel-Euskadi - Polti Kometa - TDT-Unibet - Corratec-Vini Fantini - Tudor Pro Cycling Team - VF Group-Bardiani CSF-Faizané Equip continental- JCL Team Ukyo Equip nacional- Àustria |
| |

## Etapes
| Etapa    | Data      | Ciutats d'etapa                       | type                    | Distància (km) | Desnivell (m) | Vencedor de l'etapa    | Líder de la general |
| -------- | --------- | ------------------------------------- | ----------------------- | -------------- | ------------- | ---------------------- | ------------------- |
| 1a etapa | 15 de abr | Neumarkt – Kurtinig an der Weinstraße | etapa de mitja muntanya | 133,3          | 2.060 m       | Tobias Foss            | Tobias Foss         |
| 2a etapa | 16 de abr | Salurn an der Weinstraße – Stans      | etapa de mitja muntanya | 189,1          | 2.510 m       | Alessandro De Marchi   | Tobias Foss         |
| 3a etapa | 17 de abr | Schwaz – Schwaz                       | etapa de mitja muntanya | 127            | 2.360 m       | Juan Pedro López       | Juan Pedro López    |
| 4a etapa | 18 de abr | Leifers – Borgo Valsugana             | etapa de muntanya       | 141,3          | 3.830 m       | Simon Carr             | Juan Pedro López    |
| 5a etapa | 19 de abr | Levico Terme – Levico Terme           | etapa de muntanya       | 118,6          | 2.490 m       | Aurélien Paret-Peintre | Juan Pedro López    |

### Etapa 1
| \| Classificació de l'etapa \| Classificació de l'etapa \| Classificació de l'etapa \| Classificació de l'etapa \| Classificació de l'etapa \| \| Corredor \| Corredor \| Equip \| Temps \| \| \| ------------------------ \| ------------------------ \| -------------------------- \| ------------------------ \| ------------------------ \| \| 1r \| Tobias Foss \| Ineos Grenadiers \| 3h 17' 06" \| \| \| 2n \| Chris Harper \| Team Jayco AlUla \| + 0" \| \| \| 3r \| Esteban Chaves Rubio \| EF Education-EasyPost \| + 0" \| \| \| 4t \| Ben O'Connor \| Decathlon-AG2R La Mondiale \| + 0" \| \| \| 5è \| Juan Pedro López \| Lidl-Trek \| + 3" \| \| \| 6è \| Geraint Thomas \| Ineos Grenadiers \| + 3" \| \| \| 7è \| Antonio Tiberi \| Bahrain Victorious \| + 3" \| \| \| 8è \| Amanuel Gebrezgabihier \| Lidl-Trek \| + 3" \| \| \| 9è \| Romain Bardet \| Team dsm-firmenich PostNL \| + 3" \| \| \| 10è \| Valentin Paret-Peintre \| Decathlon-AG2R La Mondiale \| + 3" \| \| |                        |                            |            |
| |                        |                            |            |
| Font: ProCyclingStats |                        |                            |            |
| Classificació de l'etapa |                        |                            |            |
| Corredor | Corredor               | Equip                      | Temps      |
| 1r | Tobias Foss            | Ineos Grenadiers           | 3h 17' 06" |
| 2n | Chris Harper           | Team Jayco AlUla           | + 0"       |
| 3r | Esteban Chaves Rubio   | EF Education-EasyPost      | + 0"       |
| 4t | Ben O'Connor           | Decathlon-AG2R La Mondiale | + 0"       |
| 5è | Juan Pedro López       | Lidl-Trek                  | + 3"       |
| 6è | Geraint Thomas         | Ineos Grenadiers           | + 3"       |
| 7è | Antonio Tiberi         | Bahrain Victorious         | + 3"       |
| 8è | Amanuel Gebrezgabihier | Lidl-Trek                  | + 3"       |
| 9è | Romain Bardet          | Team dsm-firmenich PostNL  | + 3"       |
| 10è | Valentin Paret-Peintre | Decathlon-AG2R La Mondiale | + 3"       |

| \| Classificació general \| Classificació general \| Classificació general \| Classificació general \| Classificació general \| \| Corredor \| Corredor \| Equip \| Temps \| \| \| --------------------- \| ---------------------- \| -------------------------- \| --------------------- \| --------------------- \| \| 1r \| Tobias Foss \| Ineos Grenadiers \| 3h 16' 56" \| \| \| 2n \| Chris Harper \| Team Jayco AlUla \| + 4" \| \| \| 3r \| Esteban Chaves Rubio \| EF Education-EasyPost \| + 6" \| \| \| 4t \| Ben O'Connor \| Decathlon-AG2R La Mondiale \| + 10" \| \| \| 5è \| Juan Pedro López \| Lidl-Trek \| + 13" \| \| \| 6è \| Geraint Thomas \| Ineos Grenadiers \| + 13" \| \| \| 7è \| Antonio Tiberi \| Bahrain Victorious \| + 13" \| \| \| 8è \| Amanuel Gebrezgabihier \| Lidl-Trek \| + 13" \| \| \| 9è \| Romain Bardet \| Team dsm-firmenich PostNL \| + 13" \| \| \| 10è \| Valentin Paret-Peintre \| Decathlon-AG2R La Mondiale \| + 13" \| \| |                        |                            |            |
| |                        |                            |            |
| Font: ProCyclingStats |                        |                            |            |
| Classificació general |                        |                            |            |
| Corredor | Corredor               | Equip                      | Temps      |
| 1r | Tobias Foss            | Ineos Grenadiers           | 3h 16' 56" |
| 2n | Chris Harper           | Team Jayco AlUla           | + 4"       |
| 3r | Esteban Chaves Rubio   | EF Education-EasyPost      | + 6"       |
| 4t | Ben O'Connor           | Decathlon-AG2R La Mondiale | + 10"      |
| 5è | Juan Pedro López       | Lidl-Trek                  | + 13"      |
| 6è | Geraint Thomas         | Ineos Grenadiers           | + 13"      |
| 7è | Antonio Tiberi         | Bahrain Victorious         | + 13"      |
| 8è | Amanuel Gebrezgabihier | Lidl-Trek                  | + 13"      |
| 9è | Romain Bardet          | Team dsm-firmenich PostNL  | + 13"      |
| 10è | Valentin Paret-Peintre | Decathlon-AG2R La Mondiale | + 13"      |

### Etapa 2
| \| Classificació de l'etapa \| Classificació de l'etapa \| Classificació de l'etapa \| Classificació de l'etapa \| Classificació de l'etapa \| \| Corredor \| Corredor \| Equip \| Temps \| \| \| ------------------------ \| ------------------------ \| -------------------------- \| ------------------------ \| ------------------------ \| \| 1r \| Alessandro De Marchi \| Team Jayco AlUla \| 4h 47' 37" \| \| \| 2n \| Patrick Gamper \| Bora-Hansgrohe \| + 1' 20" \| \| \| 3r \| Simon Pellaud \| Tudor Pro Cycling Team \| + 1' 24" \| \| \| 4t \| Gregor Mühlberger \| Movistar Team \| + 1' 47" \| \| \| 5è \| Joan Bou \| Euskaltel-Euskadi \| + 1' 47" \| \| \| 6è \| Fabio Felline \| Lidl-Trek \| + 1' 47" \| \| \| 7è \| Antonio Tiberi \| Bahrain Victorious \| + 1' 47" \| \| \| 8è \| Wout Poels \| Bahrain Victorious \| + 1' 47" \| \| \| 9è \| Tom Donnenwirth \| Decathlon-AG2R La Mondiale \| + 1' 47" \| \| \| 10è \| Romain Bardet \| Team dsm-firmenich PostNL \| + 1' 47" \| \| |                      |                            |            |
| |                      |                            |            |
| Font: ProCyclingStats |                      |                            |            |
| Classificació de l'etapa |                      |                            |            |
| Corredor | Corredor             | Equip                      | Temps      |
| 1r | Alessandro De Marchi | Team Jayco AlUla           | 4h 47' 37" |
| 2n | Patrick Gamper       | Bora-Hansgrohe             | + 1' 20"   |
| 3r | Simon Pellaud        | Tudor Pro Cycling Team     | + 1' 24"   |
| 4t | Gregor Mühlberger    | Movistar Team              | + 1' 47"   |
| 5è | Joan Bou             | Euskaltel-Euskadi          | + 1' 47"   |
| 6è | Fabio Felline        | Lidl-Trek                  | + 1' 47"   |
| 7è | Antonio Tiberi       | Bahrain Victorious         | + 1' 47"   |
| 8è | Wout Poels           | Bahrain Victorious         | + 1' 47"   |
| 9è | Tom Donnenwirth      | Decathlon-AG2R La Mondiale | + 1' 47"   |
| 10è | Romain Bardet        | Team dsm-firmenich PostNL  | + 1' 47"   |

| \| Classificació general \| Classificació general \| Classificació general \| Classificació general \| Classificació general \| \| Corredor \| Corredor \| Equip \| Temps \| \| \| --------------------- \| ---------------------- \| -------------------------- \| --------------------- \| --------------------- \| \| 1r \| Tobias Foss \| Ineos Grenadiers \| 8h 06' 20" \| \| \| 2n \| Chris Harper \| Team Jayco AlUla \| + 4" \| \| \| 3r \| Esteban Chaves Rubio \| EF Education-EasyPost \| + 6" \| \| \| 4t \| Ben O'Connor \| Decathlon-AG2R La Mondiale \| + 10" \| \| \| 5è \| Antonio Tiberi \| Bahrain Victorious \| + 13" \| \| \| 6è \| Wout Poels \| Bahrain Victorious \| + 13" \| \| \| 7è \| Romain Bardet \| Team dsm-firmenich PostNL \| + 13" \| \| \| 8è \| Geraint Thomas \| Ineos Grenadiers \| + 13" \| \| \| 9è \| Amanuel Gebrezgabihier \| Lidl-Trek \| + 13" \| \| \| 10è \| Valentin Paret-Peintre \| Decathlon-AG2R La Mondiale \| + 13" \| \| |                        |                            |            |
| |                        |                            |            |
| Font: ProCyclingStats |                        |                            |            |
| Classificació general |                        |                            |            |
| Corredor | Corredor               | Equip                      | Temps      |
| 1r | Tobias Foss            | Ineos Grenadiers           | 8h 06' 20" |
| 2n | Chris Harper           | Team Jayco AlUla           | + 4"       |
| 3r | Esteban Chaves Rubio   | EF Education-EasyPost      | + 6"       |
| 4t | Ben O'Connor           | Decathlon-AG2R La Mondiale | + 10"      |
| 5è | Antonio Tiberi         | Bahrain Victorious         | + 13"      |
| 6è | Wout Poels             | Bahrain Victorious         | + 13"      |
| 7è | Romain Bardet          | Team dsm-firmenich PostNL  | + 13"      |
| 8è | Geraint Thomas         | Ineos Grenadiers           | + 13"      |
| 9è | Amanuel Gebrezgabihier | Lidl-Trek                  | + 13"      |
| 10è | Valentin Paret-Peintre | Decathlon-AG2R La Mondiale | + 13"      |

### Etapa 3
| \| Classificació de l'etapa \| Classificació de l'etapa \| Classificació de l'etapa \| Classificació de l'etapa \| Classificació de l'etapa \| \| Corredor \| Corredor \| Equip \| Temps \| \| \| ------------------------ \| ------------------------ \| ----------------------------- \| ------------------------ \| ------------------------ \| \| 1r \| Juan Pedro López \| Lidl-Trek \| 3h 16' 11" \| \| \| 2n \| Giulio Pellizzari \| VF Group-Bardiani CSF-Faizanè \| + 22" \| \| \| 3r \| Tobias Foss \| Ineos Grenadiers \| + 38" \| \| \| 4t \| Romain Bardet \| Team dsm-firmenich PostNL \| + 38" \| \| \| 5è \| Aurélien Paret-Peintre \| Decathlon-AG2R La Mondiale \| + 38" \| \| \| 6è \| Antonio Tiberi \| Bahrain Victorious \| + 38" \| \| \| 7è \| Wout Poels \| Bahrain Victorious \| + 38" \| \| \| 8è \| Ben O'Connor \| Decathlon-AG2R La Mondiale \| + 38" \| \| \| 9è \| Valentin Paret-Peintre \| Decathlon-AG2R La Mondiale \| + 38" \| \| \| 10è \| Iván Ramiro Sosa Cuervo \| Movistar Team \| + 38" \| \| |                         |                               |            |
| |                         |                               |            |
| Font: ProCyclingStats |                         |                               |            |
| Classificació de l'etapa |                         |                               |            |
| Corredor | Corredor                | Equip                         | Temps      |
| 1r | Juan Pedro López        | Lidl-Trek                     | 3h 16' 11" |
| 2n | Giulio Pellizzari       | VF Group-Bardiani CSF-Faizanè | + 22"      |
| 3r | Tobias Foss             | Ineos Grenadiers              | + 38"      |
| 4t | Romain Bardet           | Team dsm-firmenich PostNL     | + 38"      |
| 5è | Aurélien Paret-Peintre  | Decathlon-AG2R La Mondiale    | + 38"      |
| 6è | Antonio Tiberi          | Bahrain Victorious            | + 38"      |
| 7è | Wout Poels              | Bahrain Victorious            | + 38"      |
| 8è | Ben O'Connor            | Decathlon-AG2R La Mondiale    | + 38"      |
| 9è | Valentin Paret-Peintre  | Decathlon-AG2R La Mondiale    | + 38"      |
| 10è | Iván Ramiro Sosa Cuervo | Movistar Team                 | + 38"      |

| \| Classificació general \| Classificació general \| Classificació general \| Classificació general \| Classificació general \| \| Corredor \| Corredor \| Equip \| Temps \| \| \| --------------------- \| ----------------------- \| ----------------------------- \| --------------------- \| --------------------- \| \| 1r \| Juan Pedro López \| Lidl-Trek \| 11h 22' 34" \| \| \| 2n \| Tobias Foss \| Ineos Grenadiers \| + 31" \| \| \| 3r \| Ben O'Connor \| Decathlon-AG2R La Mondiale \| + 45" \| \| \| 4t \| Antonio Tiberi \| Bahrain Victorious \| + 48" \| \| \| 5è \| Romain Bardet \| Team dsm-firmenich PostNL \| + 48" \| \| \| 6è \| Wout Poels \| Bahrain Victorious \| + 48" \| \| \| 7è \| Valentin Paret-Peintre \| Decathlon-AG2R La Mondiale \| + 48" \| \| \| 8è \| Giulio Pellizzari \| VF Group-Bardiani CSF-Faizanè \| + 57" \| \| \| 9è \| Aurélien Paret-Peintre \| Decathlon-AG2R La Mondiale \| + 1' 19" \| \| \| 10è \| Iván Ramiro Sosa Cuervo \| Movistar Team \| + 1' 19" \| \| |                         |                               |             |
| |                         |                               |             |
| Font: ProCyclingStats |                         |                               |             |
| Classificació general |                         |                               |             |
| Corredor | Corredor                | Equip                         | Temps       |
| 1r | Juan Pedro López        | Lidl-Trek                     | 11h 22' 34" |
| 2n | Tobias Foss             | Ineos Grenadiers              | + 31"       |
| 3r | Ben O'Connor            | Decathlon-AG2R La Mondiale    | + 45"       |
| 4t | Antonio Tiberi          | Bahrain Victorious            | + 48"       |
| 5è | Romain Bardet           | Team dsm-firmenich PostNL     | + 48"       |
| 6è | Wout Poels              | Bahrain Victorious            | + 48"       |
| 7è | Valentin Paret-Peintre  | Decathlon-AG2R La Mondiale    | + 48"       |
| 8è | Giulio Pellizzari       | VF Group-Bardiani CSF-Faizanè | + 57"       |
| 9è | Aurélien Paret-Peintre  | Decathlon-AG2R La Mondiale    | + 1' 19"    |
| 10è | Iván Ramiro Sosa Cuervo | Movistar Team                 | + 1' 19"    |

### Etapa 4
| \| Classificació de l'etapa \| Classificació de l'etapa \| Classificació de l'etapa \| Classificació de l'etapa \| Classificació de l'etapa \| \| Corredor \| Corredor \| Equip \| Temps \| \| \| ------------------------ \| ------------------------ \| ----------------------------- \| ------------------------ \| ------------------------ \| \| 1r \| Simon Carr \| EF Education-EasyPost \| 4h 06' 27" \| \| \| 2n \| Michael Storer \| Tudor Pro Cycling Team \| + 1' 19" \| \| \| 3r \| Ben O'Connor \| Decathlon-AG2R La Mondiale \| + 1' 19" \| \| \| 4t \| Wout Poels \| Bahrain Victorious \| + 1' 22" \| \| \| 5è \| Valentin Paret-Peintre \| Decathlon-AG2R La Mondiale \| + 1' 22" \| \| \| 6è \| Antonio Tiberi \| Bahrain Victorious \| + 1' 22" \| \| \| 7è \| Romain Bardet \| Team dsm-firmenich PostNL \| + 1' 22" \| \| \| 8è \| Juan Pedro López \| Lidl-Trek \| + 1' 22" \| \| \| 9è \| Giulio Pellizzari \| VF Group-Bardiani CSF-Faizanè \| + 2' 19" \| \| \| 10è \| Georg Steinhauser \| EF Education-EasyPost \| + 2' 19" \| \| |                        |                               |            |
| |                        |                               |            |
| Font: ProCyclingStats |                        |                               |            |
| Classificació de l'etapa |                        |                               |            |
| Corredor | Corredor               | Equip                         | Temps      |
| 1r | Simon Carr             | EF Education-EasyPost         | 4h 06' 27" |
| 2n | Michael Storer         | Tudor Pro Cycling Team        | + 1' 19"   |
| 3r | Ben O'Connor           | Decathlon-AG2R La Mondiale    | + 1' 19"   |
| 4t | Wout Poels             | Bahrain Victorious            | + 1' 22"   |
| 5è | Valentin Paret-Peintre | Decathlon-AG2R La Mondiale    | + 1' 22"   |
| 6è | Antonio Tiberi         | Bahrain Victorious            | + 1' 22"   |
| 7è | Romain Bardet          | Team dsm-firmenich PostNL     | + 1' 22"   |
| 8è | Juan Pedro López       | Lidl-Trek                     | + 1' 22"   |
| 9è | Giulio Pellizzari      | VF Group-Bardiani CSF-Faizanè | + 2' 19"   |
| 10è | Georg Steinhauser      | EF Education-EasyPost         | + 2' 19"   |

| \| Classificació general \| Classificació general \| Classificació general \| Classificació general \| Classificació general \| \| Corredor \| Corredor \| Equip \| Temps \| \| \| --------------------- \| ----------------------- \| ----------------------------- \| --------------------- \| --------------------- \| \| 1r \| Juan Pedro López \| Lidl-Trek \| 15h 30' 23" \| \| \| 2n \| Ben O'Connor \| Decathlon-AG2R La Mondiale \| + 38" \| \| \| 3r \| Antonio Tiberi \| Bahrain Victorious \| + 48" \| \| \| 4t \| Wout Poels \| Bahrain Victorious \| + 48" \| \| \| 5è \| Romain Bardet \| Team dsm-firmenich PostNL \| + 48" \| \| \| 6è \| Valentin Paret-Peintre \| Decathlon-AG2R La Mondiale \| + 48" \| \| \| 7è \| Michael Storer \| Tudor Pro Cycling Team \| + 1' 40" \| \| \| 8è \| Giulio Pellizzari \| VF Group-Bardiani CSF-Faizanè \| + 1' 54" \| \| \| 9è \| Iván Ramiro Sosa Cuervo \| Movistar Team \| + 2' 52" \| \| \| 10è \| Davide Piganzoli \| Team Polti Kometa \| + 2' 58" \| \| |                         |                               |             |
| |                         |                               |             |
| Font: ProCyclingStats |                         |                               |             |
| Classificació general |                         |                               |             |
| Corredor | Corredor                | Equip                         | Temps       |
| 1r | Juan Pedro López        | Lidl-Trek                     | 15h 30' 23" |
| 2n | Ben O'Connor            | Decathlon-AG2R La Mondiale    | + 38"       |
| 3r | Antonio Tiberi          | Bahrain Victorious            | + 48"       |
| 4t | Wout Poels              | Bahrain Victorious            | + 48"       |
| 5è | Romain Bardet           | Team dsm-firmenich PostNL     | + 48"       |
| 6è | Valentin Paret-Peintre  | Decathlon-AG2R La Mondiale    | + 48"       |
| 7è | Michael Storer          | Tudor Pro Cycling Team        | + 1' 40"    |
| 8è | Giulio Pellizzari       | VF Group-Bardiani CSF-Faizanè | + 1' 54"    |
| 9è | Iván Ramiro Sosa Cuervo | Movistar Team                 | + 2' 52"    |
| 10è | Davide Piganzoli        | Team Polti Kometa             | + 2' 58"    |

### Etapa 5
| \| Classificació de l'etapa \| Classificació de l'etapa \| Classificació de l'etapa \| Classificació de l'etapa \| Classificació de l'etapa \| \| Corredor \| Corredor \| Equip \| Temps \| \| \| ------------------------ \| ---------------------------- \| -------------------------- \| ------------------------ \| ------------------------ \| \| 1r \| Aurélien Paret-Peintre \| Decathlon-AG2R La Mondiale \| 2h 50' 20" \| \| \| 2n \| Antonio Tiberi \| Bahrain Victorious \| + 0" \| \| \| 3r \| Valentin Paret-Peintre \| Decathlon-AG2R La Mondiale \| + 0" \| \| \| 4t \| Romain Bardet \| Team dsm-firmenich PostNL \| + 0" \| \| \| 5è \| Wout Poels \| Bahrain Victorious \| + 0" \| \| \| 6è \| Filippo Zana \| Team Jayco AlUla \| + 0" \| \| \| 7è \| Óscar Rodríguez Garaicoechea \| Ineos Grenadiers \| + 0" \| \| \| 8è \| Matteo Fabbro \| Team Polti Kometa \| + 0" \| \| \| 9è \| Juan Pedro López \| Lidl-Trek \| + 0" \| \| \| 10è \| Michael Storer \| Tudor Pro Cycling Team \| + 0" \| \| |                              |                            |            |
| |                              |                            |            |
| Font: ProCyclingStats |                              |                            |            |
| Classificació de l'etapa |                              |                            |            |
| Corredor | Corredor                     | Equip                      | Temps      |
| 1r | Aurélien Paret-Peintre       | Decathlon-AG2R La Mondiale | 2h 50' 20" |
| 2n | Antonio Tiberi               | Bahrain Victorious         | + 0"       |
| 3r | Valentin Paret-Peintre       | Decathlon-AG2R La Mondiale | + 0"       |
| 4t | Romain Bardet                | Team dsm-firmenich PostNL  | + 0"       |
| 5è | Wout Poels                   | Bahrain Victorious         | + 0"       |
| 6è | Filippo Zana                 | Team Jayco AlUla           | + 0"       |
| 7è | Óscar Rodríguez Garaicoechea | Ineos Grenadiers           | + 0"       |
| 8è | Matteo Fabbro                | Team Polti Kometa          | + 0"       |
| 9è | Juan Pedro López             | Lidl-Trek                  | + 0"       |
| 10è | Michael Storer               | Tudor Pro Cycling Team     | + 0"       |

## Classificacions finals

### Classificació general
| \| Classificació general \| Classificació general \| Classificació general \| Classificació general \| Classificació general \| \| Corredor \| Corredor \| Equip \| Temps \| \| \| --------------------- \| ----------------------- \| ----------------------------- \| --------------------- \| --------------------- \| \| 1r \| Juan Pedro López \| Lidl-Trek \| 18h 20' 43" \| \| \| 2n \| Ben O'Connor \| Decathlon-AG2R La Mondiale \| + 38" \| \| \| 3r \| Antonio Tiberi \| Bahrain Victorious \| + 42" \| \| \| 4t \| Valentin Paret-Peintre \| Decathlon-AG2R La Mondiale \| + 44" \| \| \| 5è \| Romain Bardet \| Team dsm-firmenich PostNL \| + 48" \| \| \| 6è \| Wout Poels \| Bahrain Victorious \| + 48" \| \| \| 7è \| Michael Storer \| Tudor Pro Cycling Team \| + 1' 40" \| \| \| 8è \| Giulio Pellizzari \| VF Group-Bardiani CSF-Faizanè \| + 1' 54" \| \| \| 9è \| Iván Ramiro Sosa Cuervo \| Movistar Team \| + 2' 55" \| \| \| 10è \| Davide Piganzoli \| Team Polti Kometa \| + 2' 58" \| \| |                         |                               |             |
| |                         |                               |             |
| Font: ProCyclingStats |                         |                               |             |
| Classificació general |                         |                               |             |
| Corredor | Corredor                | Equip                         | Temps       |
| 1r | Juan Pedro López        | Lidl-Trek                     | 18h 20' 43" |
| 2n | Ben O'Connor            | Decathlon-AG2R La Mondiale    | + 38"       |
| 3r | Antonio Tiberi          | Bahrain Victorious            | + 42"       |
| 4t | Valentin Paret-Peintre  | Decathlon-AG2R La Mondiale    | + 44"       |
| 5è | Romain Bardet           | Team dsm-firmenich PostNL     | + 48"       |
| 6è | Wout Poels              | Bahrain Victorious            | + 48"       |
| 7è | Michael Storer          | Tudor Pro Cycling Team        | + 1' 40"    |
| 8è | Giulio Pellizzari       | VF Group-Bardiani CSF-Faizanè | + 1' 54"    |
| 9è | Iván Ramiro Sosa Cuervo | Movistar Team                 | + 2' 55"    |
| 10è | Davide Piganzoli        | Team Polti Kometa             | + 2' 58"    |

### Classificacions secundàries
| Classificació del millor jove | Classificació del millor jove | Classificació del millor jove | Classificació del millor jove | Classificació del millor jove |
| Corredor                      | Corredor                      | Equip                         | Temps                         |                               |
| ----------------------------- | ----------------------------- | ----------------------------- | ----------------------------- | ----------------------------- |
| 1r                            | Antonio Tiberi                | Bahrain Victorious            | 18h 21' 25"                   |                               |
| 2n                            | Valentin Paret-Peintre        | Decathlon-AG2R La Mondiale    | + 2"                          |                               |
| 3r                            | Giulio Pellizzari             | VF Group-Bardiani CSF-Faizanè | + 1' 12"                      |                               |
| 4t                            | Davide Piganzoli              | Team Polti Kometa             | + 2' 16"                      |                               |
| 5è                            | Mathys Rondel                 | Tudor Pro Cycling Team        | + 3' 35"                      |                               |
| 6è                            | Jorge Gutiérrez González      | Equipo Kern Pharma            | + 13' 19"                     |                               |
| 7è                            | Nicolás Alustiza              | Euskaltel-Euskadi             | + 37' 47"                     |                               |
| 8è                            | Robbe Dhondt                  | Team dsm-firmenich PostNL     | + 46' 11"                     |                               |
| 9è                            | Nils Aebersold                | Lidl-Trek                     | + 46' 59"                     |                               |
| 10è                           | Killian Verschuren            | Decathlon-AG2R La Mondiale    | + 48' 48"                     |                               |

| Classificació del millor jove | Classificació del millor jove | Classificació del millor jove | Classificació del millor jove | Classificació del millor jove |
| Corredor                      | Corredor                      | Equip                         | Temps                         |                               |
| ----------------------------- | ----------------------------- | ----------------------------- | ----------------------------- | ----------------------------- |
| 1r                            | Antonio Tiberi                | Bahrain Victorious            | 18h 21' 25"                   |                               |
| 2n                            | Valentin Paret-Peintre        | Decathlon-AG2R La Mondiale    | + 2"                          |                               |
| 3r                            | Giulio Pellizzari             | VF Group-Bardiani CSF-Faizanè | + 1' 12"                      |                               |
| 4t                            | Davide Piganzoli              | Team Polti Kometa             | + 2' 16"                      |                               |
| 5è                            | Mathys Rondel                 | Tudor Pro Cycling Team        | + 3' 35"                      |                               |
| 6è                            | Jorge Gutiérrez González      | Equipo Kern Pharma            | + 13' 19"                     |                               |
| 7è                            | Nicolás Alustiza              | Euskaltel-Euskadi             | + 37' 47"                     |                               |
| 8è                            | Robbe Dhondt                  | Team dsm-firmenich PostNL     | + 46' 11"                     |                               |
| 9è                            | Nils Aebersold                | Lidl-Trek                     | + 46' 59"                     |                               |
| 10è                           | Killian Verschuren            | Decathlon-AG2R La Mondiale    | + 48' 48"                     |                               |

| Classificació de la muntanya | Classificació de la muntanya | Classificació de la muntanya  | Classificació de la muntanya | Classificació de la muntanya |
| Corredor                     | Corredor                     | Equip                         | Punts                        |                              |
| ---------------------------- | ---------------------------- | ----------------------------- | ---------------------------- | ---------------------------- |
| 1r                           | Simon Carr                   | EF Education-EasyPost         | 24 pts                       |                              |
| 2n                           | Wout Poels                   | Bahrain Victorious            | 20 pts                       |                              |
| 3r                           | Juan Pedro López             | Lidl-Trek                     | 14 pts                       |                              |
| 4t                           | Hugh Carthy                  | EF Education-EasyPost         | 10 pts                       |                              |
| 5è                           | Giulio Pellizzari            | VF Group-Bardiani CSF-Faizanè | 10 pts                       |                              |
| 6è                           | Mattia Bais                  | Team Polti Kometa             | 9 pts                        |                              |
| 7è                           | Geraint Thomas               | Ineos Grenadiers              | 8 pts                        |                              |
| 8è                           | Sergio Higuita García        | Bora-Hansgrohe                | 8 pts                        |                              |
| 9è                           | Aurélien Paret-Peintre       | Decathlon-AG2R La Mondiale    | 8 pts                        |                              |
| 10è                          | Luca Covili                  | VF Group-Bardiani CSF-Faizanè | 8 pts                        |                              |

| Classificació de la muntanya | Classificació de la muntanya | Classificació de la muntanya  | Classificació de la muntanya | Classificació de la muntanya |
| Corredor                     | Corredor                     | Equip                         | Punts                        |                              |
| ---------------------------- | ---------------------------- | ----------------------------- | ---------------------------- | ---------------------------- |
| 1r                           | Simon Carr                   | EF Education-EasyPost         | 24 pts                       |                              |
| 2n                           | Wout Poels                   | Bahrain Victorious            | 20 pts                       |                              |
| 3r                           | Juan Pedro López             | Lidl-Trek                     | 14 pts                       |                              |
| 4t                           | Hugh Carthy                  | EF Education-EasyPost         | 10 pts                       |                              |
| 5è                           | Giulio Pellizzari            | VF Group-Bardiani CSF-Faizanè | 10 pts                       |                              |
| 6è                           | Mattia Bais                  | Team Polti Kometa             | 9 pts                        |                              |
| 7è                           | Geraint Thomas               | Ineos Grenadiers              | 8 pts                        |                              |
| 8è                           | Sergio Higuita García        | Bora-Hansgrohe                | 8 pts                        |                              |
| 9è                           | Aurélien Paret-Peintre       | Decathlon-AG2R La Mondiale    | 8 pts                        |                              |
| 10è                          | Luca Covili                  | VF Group-Bardiani CSF-Faizanè | 8 pts                        |                              |

| Classificació per punts | Classificació per punts | Classificació per punts    | Classificació per punts | Classificació per punts |
| Corredor                | Corredor                | Equip                      | Punts                   |                         |
| ----------------------- | ----------------------- | -------------------------- | ----------------------- | ----------------------- |
| 1r                      | Tobias Foss             | Ineos Grenadiers           | 57 pts                  |                         |
| 2n                      | Antonio Tiberi          | Bahrain Victorious         | 42 pts                  |                         |
| 3r                      | Juan Pedro López        | Lidl-Trek                  | 36 pts                  |                         |
| 4t                      | Simon Carr              | EF Education-EasyPost      | 35 pts                  |                         |
| 5è                      | Aurélien Paret-Peintre  | Decathlon-AG2R La Mondiale | 31 pts                  |                         |
| 6è                      | Alessandro De Marchi    | Team Jayco AlUla           | 31 pts                  |                         |
| 7è                      | Mattia Bais             | Team Polti Kometa          | 30 pts                  |                         |
| 8è                      | Ben O'Connor            | Decathlon-AG2R La Mondiale | 27 pts                  |                         |
| 9è                      | Filippo Ganna           | Ineos Grenadiers           | 26 pts                  |                         |
| 10è                     | Simon Pellaud           | Tudor Pro Cycling Team     | 26 pts                  |                         |

| Classificació per punts | Classificació per punts | Classificació per punts    | Classificació per punts | Classificació per punts |
| Corredor                | Corredor                | Equip                      | Punts                   |                         |
| ----------------------- | ----------------------- | -------------------------- | ----------------------- | ----------------------- |
| 1r                      | Tobias Foss             | Ineos Grenadiers           | 57 pts                  |                         |
| 2n                      | Antonio Tiberi          | Bahrain Victorious         | 42 pts                  |                         |
| 3r                      | Juan Pedro López        | Lidl-Trek                  | 36 pts                  |                         |
| 4t                      | Simon Carr              | EF Education-EasyPost      | 35 pts                  |                         |
| 5è                      | Aurélien Paret-Peintre  | Decathlon-AG2R La Mondiale | 31 pts                  |                         |
| 6è                      | Alessandro De Marchi    | Team Jayco AlUla           | 31 pts                  |                         |
| 7è                      | Mattia Bais             | Team Polti Kometa          | 30 pts                  |                         |
| 8è                      | Ben O'Connor            | Decathlon-AG2R La Mondiale | 27 pts                  |                         |
| 9è                      | Filippo Ganna           | Ineos Grenadiers           | 26 pts                  |                         |
| 10è                     | Simon Pellaud           | Tudor Pro Cycling Team     | 26 pts                  |                         |

| Classificació per equips | Classificació per equips   | Classificació per equips | Classificació per equips |
| Equip                    | Equip                      | Temps                    |                          |
| ------------------------ | -------------------------- | ------------------------ | ------------------------ |
| 1r                       | Bahrain Victorious         | 55h 13' 25"              |                          |
| 2n                       | Decathlon-AG2R La Mondiale | + 5' 55"                 |                          |
| 3r                       | Movistar Team              | + 21' 37"                |                          |
| 4t                       | Ineos Grenadiers           | + 26' 21"                |                          |
| 5è                       | Lidl-Trek                  | + 26' 51"                |                          |
| 6è                       | Tudor Pro Cycling Team     | + 28' 45"                |                          |
| 7è                       | Euskaltel-Euskadi          | + 33' 50"                |                          |
| 8è                       | Team dsm-firmenich PostNL  | + 34' 45"                |                          |
| 9è                       | EF Education-EasyPost      | + 34' 49"                |                          |
| 10è                      | Equipo Kern Pharma         | + 37' 45"                |                          |

| Classificació per equips | Classificació per equips   | Classificació per equips | Classificació per equips |
| Equip                    | Equip                      | Temps                    |                          |
| ------------------------ | -------------------------- | ------------------------ | ------------------------ |
| 1r                       | Bahrain Victorious         | 55h 13' 25"              |                          |
| 2n                       | Decathlon-AG2R La Mondiale | + 5' 55"                 |                          |
| 3r                       | Movistar Team              | + 21' 37"                |                          |
| 4t                       | Ineos Grenadiers           | + 26' 21"                |                          |
| 5è                       | Lidl-Trek                  | + 26' 51"                |                          |
| 6è                       | Tudor Pro Cycling Team     | + 28' 45"                |                          |
| 7è                       | Euskaltel-Euskadi          | + 33' 50"                |                          |
| 8è                       | Team dsm-firmenich PostNL  | + 34' 45"                |                          |
| 9è                       | EF Education-EasyPost      | + 34' 49"                |                          |
| 10è                      | Equipo Kern Pharma         | + 37' 45"                |                          |

## Evolució de les classificacions
| Etapa                  | Vencedor               | Classificació general | Classificació de la muntanya | Classificació dels esprints | Classificació dels joves | Classificació per equips   |
| ---------------------- | ---------------------- | --------------------- | ---------------------------- | --------------------------- | ------------------------ | -------------------------- |
| 1                      | Tobias Foss            | Tobias Foss           | Mattia Bais                  | Tobias Foss                 | Antonio Tiberi           | Ineos Grenadiers           |
| 2                      | Alessandro De Marchi   | Tobias Foss           | Mattia Bais                  | Alessandro De Marchi        | Antonio Tiberi           | Team Jayco AlUla           |
| 3                      | Juan Pedro López       | Juan Pedro López      | Mattia Bais                  | Tobias Foss                 | Antonio Tiberi           | Decathlon-AG2R La Mondiale |
| 4                      | Simon Carr             | Juan Pedro López      | Simon Carr                   | Tobias Foss                 | Antonio Tiberi           | Bahrain Victorious         |
| 5                      | Aurélien Paret-Peintre | Juan Pedro López      | Simon Carr                   | Tobias Foss                 | Antonio Tiberi           | Bahrain Victorious         |
| Classificacions finals | Classificacions finals | Juan Pedro López      | Simon Carr                   | Tobias Foss                 | Antonio Tiberi           | Bahrain Victorious         |

## Llista de participants
| Ineos Grenadiers IGD | Ineos Grenadiers IGD               | Ineos Grenadiers IGD |
| -------------------- | ---------------------------------- | -------------------- |
| Núm                  | Ciclista                           | Pos                  |
| 1                    | Geraint Thomas (GBR)               | 13è                  |
| 2                    | Andrew August (USA)                | 75è                  |
| 3                    | Tobias Foss (NOR)                  | 31è                  |
| 4                    | Filippo Ganna (ITA)                | 42è                  |
| 5                    | Salvatore Puccio (ITA)             | 78è                  |
| 6                    | Óscar Rodríguez Garaicoechea (ESP) | 27è                  |
| 7                    | Ben Swift (GBR)                    | 68è                  |

| Bora-Hansgrohe BOH | Bora-Hansgrohe BOH          | Bora-Hansgrohe BOH |
| ------------------ | --------------------------- | ------------------ |
| Núm                | Ciclista                    | Pos                |
| 11                 | Emil Herzog (GER)           | DNF-1              |
| 12                 | Anton Palzer (GER)          | 23è                |
| 13                 | Cesare Benedetti (POL)      | 71è                |
| 14                 | Jonas Koch (GER)            | 43è                |
| 15                 | Patrick Gamper (AUT)        | 63è                |
| 16                 | Sergio Higuita García (COL) | 18è                |

| Bahrain Victorious TBV | Bahrain Victorious TBV    | Bahrain Victorious TBV |
| ---------------------- | ------------------------- | ---------------------- |
| Núm                    | Ciclista                  | Pos                    |
| 21                     | Antonio Tiberi (ITA)      | 3r                     |
| 22                     | Alberto Bruttomesso (ITA) | 90è                    |
| 23                     | Finlay Pickering (GBR)    | DNF-1                  |
| 24                     | Wout Poels (NED)          | 6è                     |
| 25                     | Torstein Træen (NOR)      | 14è                    |
| 26                     | Chih Hao Tu               | DNF-3                  |

| Decathlon-AG2R La Mondiale DAT | Decathlon-AG2R La Mondiale DAT | Decathlon-AG2R La Mondiale DAT |
| ------------------------------ | ------------------------------ | ------------------------------ |
| Núm                            | Ciclista                       | Pos                            |
| 31                             | Ben O'Connor (AUS)             | 2n                             |
| 32                             | Valentin Paret-Peintre (FRA)   | 4t                             |
| 33                             | Aurélien Paret-Peintre (FRA)   | 22è                            |
| 34                             | Bastien Tronchon (FRA)         | 62è                            |
| 35                             | Lawrence Warbasse (USA)        | 48è                            |
| 36                             | Tom Donnenwirth (FRA)          | DNF-3                          |
| 37                             | Killian Verschuren (FRA)       | 55è                            |

| EF Education-EasyPost EFE | EF Education-EasyPost EFE          | EF Education-EasyPost EFE |
| ------------------------- | ---------------------------------- | ------------------------- |
| Núm                       | Ciclista                           | Pos                       |
| 41                        | Markel Beloki (ESP)                | 80è                       |
| 42                        | Simon Carr (GBR)                   | 49è                       |
| 43                        | Hugh Carthy (GBR)                  | 28è                       |
| 44                        | Alexander Cepeda (ECU)             | 44è                       |
| 45                        | Esteban Chaves Rubio (COL)         | 16è                       |
| 46                        | Georg Steinhauser (GER)            | DNF-5                     |
| 47                        | Jardi Christiaan van der Lee (NED) | 88è                       |

| Lidl-Trek LTK | Lidl-Trek LTK                   | Lidl-Trek LTK |
| ------------- | ------------------------------- | ------------- |
| Núm           | Ciclista                        | Pos           |
| 51            | Nils Aebersold (SUI)            | 53è           |
| 52            | Dario Cataldo (ITA)             | DNF-5         |
| 53            | Fabio Felline (ITA)             | 59è           |
| 54            | Amanuel Gebrezgabihier (ERI)    | 37è           |
| 55            | Juan Pedro López (ESP)          | 1r            |
| 56            | Liam O'Brien (IRL)              | 61è           |
| 57            | Carlos Verona Quintanilla (ESP) | 17è           |

| Movistar Team MOV | Movistar Team MOV                 | Movistar Team MOV |
| ----------------- | --------------------------------- | ----------------- |
| Núm               | Ciclista                          | Pos               |
| 61                | William Barta (USA)               | 19è               |
| 62                | Gregor Mühlberger (AUT) (ruta)    | 33è               |
| 63                | Antonio Pedrero López (ESP)       | DNF-1             |
| 65                | Sergio Samitier (ESP)             | DNF-3             |
| 66                | Mathias Norsgaard Jørgensen (DEN) | 87è               |
| 67                | Iván Ramiro Sosa Cuervo (COL)     | 9è                |

| Team Jayco AlUla JAY | Team Jayco AlUla JAY       | Team Jayco AlUla JAY |
| -------------------- | -------------------------- | -------------------- |
| Núm                  | Ciclista                   | Pos                  |
| 71                   | Welay Berehe (ETH)         | DNF-4                |
| 72                   | Alessandro De Marchi (ITA) | 52è                  |
| 73                   | Lucas Hamilton (AUS)       | DNF-5                |
| 74                   | Chris Harper (AUS)         | DNF-4                |
| 75                   | Rudy Porter (AUS)          | DNF-4                |
| 76                   | Callum Scotson (AUS)       | DNF-3                |
| 77                   | Filippo Zana (ITA)         | 15è                  |

| Team dsm-firmenich PostNL DFP | Team dsm-firmenich PostNL DFP | Team dsm-firmenich PostNL DFP |
| ----------------------------- | ----------------------------- | ----------------------------- |
| Núm                           | Ciclista                      | Pos                           |
| 81                            | Romain Bardet (FRA)           | 5è                            |
| 82                            | Romain Combaud (FRA)          | 67è                           |
| 83                            | Chris Hamilton (AUS)          | 34è                           |
| 84                            | Gijs Leemreize (NED)          | 30è                           |
| 85                            | Robbe Dhondt (BEL)            | 51è                           |
| 86                            | Oliver Peace (GBR)            | 86è                           |

| Team Corratec-Vini Fantini COR | Team Corratec-Vini Fantini COR | Team Corratec-Vini Fantini COR |
| ------------------------------ | ------------------------------ | ------------------------------ |
| Núm                            | Ciclista                       | Pos                            |
| 91                             | Matteo Amella (ITA)            | 83è                            |
| 92                             | Antoine Debons (SUI)           | DNF-4                          |
| 93                             | Davide Baldaccini (ITA)        | 81è                            |
| 94                             | Marco Murgano (ITA)            | 74è                            |
| 95                             | Alessandro Monaco (ITA)        | 46è                            |
| 96                             | Roberto González (PAN)         | 58è                            |
| 97                             | Kyrylo Tsarenko (UKR)          | 72è                            |

| Equipo Kern Pharma EKP | Equipo Kern Pharma EKP         | Equipo Kern Pharma EKP |
| ---------------------- | ------------------------------ | ---------------------- |
| Núm                    | Ciclista                       | Pos                    |
| 101                    | Urko Berrade (ESP)             | 32è                    |
| 102                    | José Félix Parra (ESP)         | 24è                    |
| 103                    | Jon Agirre Egaña (ESP)         | 35è                    |
| 104                    | Jorge Gutiérrez González (ESP) | 20è                    |
| 105                    | Carlos García Pierna (ESP)     | 82è                    |
| 106                    | Eugenio Sánchez López (ESP)    | DNF-4                  |
| 107                    | Martí Márquez (ESP)            | DNF-5                  |

| Euskaltel-Euskadi EUS | Euskaltel-Euskadi EUS          | Euskaltel-Euskadi EUS |
| --------------------- | ------------------------------ | --------------------- |
| Núm                   | Ciclista                       | Pos                   |
| 111                   | Mikel Bizkarra Etxegibel (ESP) | 25è                   |
| 112                   | Joan Bou (ESP)                 | 21è                   |
| 113                   | Mikel Iturria Segurola (ESP)   | 40è                   |
| 114                   | Luis Ángel Maté Mardones (ESP) | 29è                   |
| 115                   | Unai Cuadrado (ESP)            | 56è                   |
| 116                   | Nicolás Alustiza (ESP)         | 41è                   |
| 117                   | Asier Etxeberria (ESP)         | 66è                   |

| TDT-Unibet TDT | TDT-Unibet TDT         | TDT-Unibet TDT |
| -------------- | ---------------------- | -------------- |
| Núm            | Ciclista               | Pos            |
| 121            | Charles Paige (GBR)    | 70è            |
| 122            | Adrien Maire (FRA)     | DNF-5          |
| 123            | Baptiste Huyet (FRA)   | DNF-5          |
| 124            | Kevin Inkelaar (NED)   | DNF-1          |
| 125            | Abram Stockman (BEL)   | 64è            |
| 126            | Nicklas Pedersen (DEN) | DNF-3          |

| Team Polti Kometa PTK | Team Polti Kometa PTK       | Team Polti Kometa PTK |
| --------------------- | --------------------------- | --------------------- |
| Núm                   | Ciclista                    | Pos                   |
| 131                   | Mattia Bais (ITA)           | 65è                   |
| 132                   | Davide Bais (ITA)           | NP-2                  |
| 133                   | Germán Darío Gómez (COL)    | 85è                   |
| 134                   | Matteo Fabbro (ITA)         | 12è                   |
| 135                   | Andrea Garosio (ITA)        | 76è                   |
| 136                   | Francisco Muñoz Llana (ESP) | 89è                   |
| 137                   | Davide Piganzoli (ITA)      | 10è                   |

| Tudor Pro Cycling Team TUD | Tudor Pro Cycling Team TUD | Tudor Pro Cycling Team TUD |
| -------------------------- | -------------------------- | -------------------------- |
| Núm                        | Ciclista                   | Pos                        |
| 141                        | Nils Brun (SUI)            | 77è                        |
| 142                        | Simon Pellaud (SUI)        | 60è                        |
| 143                        | Michael Storer (AUS)       | 7è                         |
| 144                        | Florian Stork (GER)        | 47è                        |
| 145                        | Mathys Rondel (FRA)        | 11è                        |
| 146                        | Roland Thalmann (SUI)      | 79è                        |
| 147                        | Hannes Wilksch (GER)       | 73è                        |

| VF Group-Bardiani CSF-Faizanè VBF | VF Group-Bardiani CSF-Faizanè VBF | VF Group-Bardiani CSF-Faizanè VBF |
| --------------------------------- | --------------------------------- | --------------------------------- |
| Núm                               | Ciclista                          | Pos                               |
| 151                               | Luca Covili (ITA)                 | 26è                               |
| 152                               | Riccardo Lucca (ITA)              | DNF-3                             |
| 153                               | Alessio Martinelli (ITA)          | NP-1                              |
| 154                               | Giulio Pellizzari (ITA)           | 8è                                |
| 155                               | Alessandro Pinarello (ITA)        | DNF-3                             |
| 156                               | Matteo Scalco (ITA)               | 57è                               |
| 157                               | Alex Tolio (ITA)                  | 45è                               |

| JCLTeam Ukyo JCL | JCLTeam Ukyo JCL             | JCLTeam Ukyo JCL |
| ---------------- | ---------------------------- | ---------------- |
| Núm              | Ciclista                     | Pos              |
| 161              | Nariyuki Masuda (JPN)        | DNF-3            |
| 162              | Giovanni Carboni (ITA)       | 38è              |
| 163              | Manabu Ishibashi (JPN)       | 92è              |
| 164              | Yūma Koishi (JPN)            | DNF-4            |
| 165              | Atsushi Oka (JPN)            | DNF-3            |
| 166              | Thomas Pesenti (ITA)         | 39è              |
| 167              | Masaki Yamamoto (JPN) (ruta) | DNF-5            |

| Àustria AUT | Àustria AUT           | Àustria AUT |
| ----------- | --------------------- | ----------- |
| Núm         | Ciclista              | Pos         |
| 171         | Hermann Pernsteiner   | 36è         |
| 172         | Martin Messner        | 50è         |
| 173         | Marco Schrettl        | 69è         |
| 174         | Sebastian Schönberger | 54è         |
| 175         | Lukas Pöstlberger     | 91è         |
| 176         | Sebastian Putz        | DNF-3       |
| 177         | Benjamin Eckerstorfer | 84è         |

| Ineos Grenadiers IGD | Ineos Grenadiers IGD               | Ineos Grenadiers IGD |
| -------------------- | ---------------------------------- | -------------------- |
| Núm                  | Ciclista                           | Pos                  |
| 1                    | Geraint Thomas (GBR)               | 13è                  |
| 2                    | Andrew August (USA)                | 75è                  |
| 3                    | Tobias Foss (NOR)                  | 31è                  |
| 4                    | Filippo Ganna (ITA)                | 42è                  |
| 5                    | Salvatore Puccio (ITA)             | 78è                  |
| 6                    | Óscar Rodríguez Garaicoechea (ESP) | 27è                  |
| 7                    | Ben Swift (GBR)                    | 68è                  |

| Bora-Hansgrohe BOH | Bora-Hansgrohe BOH          | Bora-Hansgrohe BOH |
| ------------------ | --------------------------- | ------------------ |
| Núm                | Ciclista                    | Pos                |
| 11                 | Emil Herzog (GER)           | DNF-1              |
| 12                 | Anton Palzer (GER)          | 23è                |
| 13                 | Cesare Benedetti (POL)      | 71è                |
| 14                 | Jonas Koch (GER)            | 43è                |
| 15                 | Patrick Gamper (AUT)        | 63è                |
| 16                 | Sergio Higuita García (COL) | 18è                |

| Bahrain Victorious TBV | Bahrain Victorious TBV    | Bahrain Victorious TBV |
| ---------------------- | ------------------------- | ---------------------- |
| Núm                    | Ciclista                  | Pos                    |
| 21                     | Antonio Tiberi (ITA)      | 3r                     |
| 22                     | Alberto Bruttomesso (ITA) | 90è                    |
| 23                     | Finlay Pickering (GBR)    | DNF-1                  |
| 24                     | Wout Poels (NED)          | 6è                     |
| 25                     | Torstein Træen (NOR)      | 14è                    |
| 26                     | Chih Hao Tu               | DNF-3                  |

| Decathlon-AG2R La Mondiale DAT | Decathlon-AG2R La Mondiale DAT | Decathlon-AG2R La Mondiale DAT |
| ------------------------------ | ------------------------------ | ------------------------------ |
| Núm                            | Ciclista                       | Pos                            |
| 31                             | Ben O'Connor (AUS)             | 2n                             |
| 32                             | Valentin Paret-Peintre (FRA)   | 4t                             |
| 33                             | Aurélien Paret-Peintre (FRA)   | 22è                            |
| 34                             | Bastien Tronchon (FRA)         | 62è                            |
| 35                             | Lawrence Warbasse (USA)        | 48è                            |
| 36                             | Tom Donnenwirth (FRA)          | DNF-3                          |
| 37                             | Killian Verschuren (FRA)       | 55è                            |

| EF Education-EasyPost EFE | EF Education-EasyPost EFE          | EF Education-EasyPost EFE |
| ------------------------- | ---------------------------------- | ------------------------- |
| Núm                       | Ciclista                           | Pos                       |
| 41                        | Markel Beloki (ESP)                | 80è                       |
| 42                        | Simon Carr (GBR)                   | 49è                       |
| 43                        | Hugh Carthy (GBR)                  | 28è                       |
| 44                        | Alexander Cepeda (ECU)             | 44è                       |
| 45                        | Esteban Chaves Rubio (COL)         | 16è                       |
| 46                        | Georg Steinhauser (GER)            | DNF-5                     |
| 47                        | Jardi Christiaan van der Lee (NED) | 88è                       |

| Lidl-Trek LTK | Lidl-Trek LTK                   | Lidl-Trek LTK |
| ------------- | ------------------------------- | ------------- |
| Núm           | Ciclista                        | Pos           |
| 51            | Nils Aebersold (SUI)            | 53è           |
| 52            | Dario Cataldo (ITA)             | DNF-5         |
| 53            | Fabio Felline (ITA)             | 59è           |
| 54            | Amanuel Gebrezgabihier (ERI)    | 37è           |
| 55            | Juan Pedro López (ESP)          | 1r            |
| 56            | Liam O'Brien (IRL)              | 61è           |
| 57            | Carlos Verona Quintanilla (ESP) | 17è           |

| Movistar Team MOV | Movistar Team MOV                 | Movistar Team MOV |
| ----------------- | --------------------------------- | ----------------- |
| Núm               | Ciclista                          | Pos               |
| 61                | William Barta (USA)               | 19è               |
| 62                | Gregor Mühlberger (AUT) (ruta)    | 33è               |
| 63                | Antonio Pedrero López (ESP)       | DNF-1             |
| 65                | Sergio Samitier (ESP)             | DNF-3             |
| 66                | Mathias Norsgaard Jørgensen (DEN) | 87è               |
| 67                | Iván Ramiro Sosa Cuervo (COL)     | 9è                |

| Team Jayco AlUla JAY | Team Jayco AlUla JAY       | Team Jayco AlUla JAY |
| -------------------- | -------------------------- | -------------------- |
| Núm                  | Ciclista                   | Pos                  |
| 71                   | Welay Berehe (ETH)         | DNF-4                |
| 72                   | Alessandro De Marchi (ITA) | 52è                  |
| 73                   | Lucas Hamilton (AUS)       | DNF-5                |
| 74                   | Chris Harper (AUS)         | DNF-4                |
| 75                   | Rudy Porter (AUS)          | DNF-4                |
| 76                   | Callum Scotson (AUS)       | DNF-3                |
| 77                   | Filippo Zana (ITA)         | 15è                  |

| Team dsm-firmenich PostNL DFP | Team dsm-firmenich PostNL DFP | Team dsm-firmenich PostNL DFP |
| ----------------------------- | ----------------------------- | ----------------------------- |
| Núm                           | Ciclista                      | Pos                           |
| 81                            | Romain Bardet (FRA)           | 5è                            |
| 82                            | Romain Combaud (FRA)          | 67è                           |
| 83                            | Chris Hamilton (AUS)          | 34è                           |
| 84                            | Gijs Leemreize (NED)          | 30è                           |
| 85                            | Robbe Dhondt (BEL)            | 51è                           |
| 86                            | Oliver Peace (GBR)            | 86è                           |

| Team Corratec-Vini Fantini COR | Team Corratec-Vini Fantini COR | Team Corratec-Vini Fantini COR |
| ------------------------------ | ------------------------------ | ------------------------------ |
| Núm                            | Ciclista                       | Pos                            |
| 91                             | Matteo Amella (ITA)            | 83è                            |
| 92                             | Antoine Debons (SUI)           | DNF-4                          |
| 93                             | Davide Baldaccini (ITA)        | 81è                            |
| 94                             | Marco Murgano (ITA)            | 74è                            |
| 95                             | Alessandro Monaco (ITA)        | 46è                            |
| 96                             | Roberto González (PAN)         | 58è                            |
| 97                             | Kyrylo Tsarenko (UKR)          | 72è                            |

| Equipo Kern Pharma EKP | Equipo Kern Pharma EKP         | Equipo Kern Pharma EKP |
| ---------------------- | ------------------------------ | ---------------------- |
| Núm                    | Ciclista                       | Pos                    |
| 101                    | Urko Berrade (ESP)             | 32è                    |
| 102                    | José Félix Parra (ESP)         | 24è                    |
| 103                    | Jon Agirre Egaña (ESP)         | 35è                    |
| 104                    | Jorge Gutiérrez González (ESP) | 20è                    |
| 105                    | Carlos García Pierna (ESP)     | 82è                    |
| 106                    | Eugenio Sánchez López (ESP)    | DNF-4                  |
| 107                    | Martí Márquez (ESP)            | DNF-5                  |

| Euskaltel-Euskadi EUS | Euskaltel-Euskadi EUS          | Euskaltel-Euskadi EUS |
| --------------------- | ------------------------------ | --------------------- |
| Núm                   | Ciclista                       | Pos                   |
| 111                   | Mikel Bizkarra Etxegibel (ESP) | 25è                   |
| 112                   | Joan Bou (ESP)                 | 21è                   |
| 113                   | Mikel Iturria Segurola (ESP)   | 40è                   |
| 114                   | Luis Ángel Maté Mardones (ESP) | 29è                   |
| 115                   | Unai Cuadrado (ESP)            | 56è                   |
| 116                   | Nicolás Alustiza (ESP)         | 41è                   |
| 117                   | Asier Etxeberria (ESP)         | 66è                   |

| TDT-Unibet TDT | TDT-Unibet TDT         | TDT-Unibet TDT |
| -------------- | ---------------------- | -------------- |
| Núm            | Ciclista               | Pos            |
| 121            | Charles Paige (GBR)    | 70è            |
| 122            | Adrien Maire (FRA)     | DNF-5          |
| 123            | Baptiste Huyet (FRA)   | DNF-5          |
| 124            | Kevin Inkelaar (NED)   | DNF-1          |
| 125            | Abram Stockman (BEL)   | 64è            |
| 126            | Nicklas Pedersen (DEN) | DNF-3          |

| Team Polti Kometa PTK | Team Polti Kometa PTK       | Team Polti Kometa PTK |
| --------------------- | --------------------------- | --------------------- |
| Núm                   | Ciclista                    | Pos                   |
| 131                   | Mattia Bais (ITA)           | 65è                   |
| 132                   | Davide Bais (ITA)           | NP-2                  |
| 133                   | Germán Darío Gómez (COL)    | 85è                   |
| 134                   | Matteo Fabbro (ITA)         | 12è                   |
| 135                   | Andrea Garosio (ITA)        | 76è                   |
| 136                   | Francisco Muñoz Llana (ESP) | 89è                   |
| 137                   | Davide Piganzoli (ITA)      | 10è                   |

| Tudor Pro Cycling Team TUD | Tudor Pro Cycling Team TUD | Tudor Pro Cycling Team TUD |
| -------------------------- | -------------------------- | -------------------------- |
| Núm                        | Ciclista                   | Pos                        |
| 141                        | Nils Brun (SUI)            | 77è                        |
| 142                        | Simon Pellaud (SUI)        | 60è                        |
| 143                        | Michael Storer (AUS)       | 7è                         |
| 144                        | Florian Stork (GER)        | 47è                        |
| 145                        | Mathys Rondel (FRA)        | 11è                        |
| 146                        | Roland Thalmann (SUI)      | 79è                        |
| 147                        | Hannes Wilksch (GER)       | 73è                        |

| VF Group-Bardiani CSF-Faizanè VBF | VF Group-Bardiani CSF-Faizanè VBF | VF Group-Bardiani CSF-Faizanè VBF |
| --------------------------------- | --------------------------------- | --------------------------------- |
| Núm                               | Ciclista                          | Pos                               |
| 151                               | Luca Covili (ITA)                 | 26è                               |
| 152                               | Riccardo Lucca (ITA)              | DNF-3                             |
| 153                               | Alessio Martinelli (ITA)          | NP-1                              |
| 154                               | Giulio Pellizzari (ITA)           | 8è                                |
| 155                               | Alessandro Pinarello (ITA)        | DNF-3                             |
| 156                               | Matteo Scalco (ITA)               | 57è                               |
| 157                               | Alex Tolio (ITA)                  | 45è                               |

| JCLTeam Ukyo JCL | JCLTeam Ukyo JCL             | JCLTeam Ukyo JCL |
| ---------------- | ---------------------------- | ---------------- |
| Núm              | Ciclista                     | Pos              |
| 161              | Nariyuki Masuda (JPN)        | DNF-3            |
| 162              | Giovanni Carboni (ITA)       | 38è              |
| 163              | Manabu Ishibashi (JPN)       | 92è              |
| 164              | Yūma Koishi (JPN)            | DNF-4            |
| 165              | Atsushi Oka (JPN)            | DNF-3            |
| 166              | Thomas Pesenti (ITA)         | 39è              |
| 167              | Masaki Yamamoto (JPN) (ruta) | DNF-5            |

| Àustria AUT | Àustria AUT           | Àustria AUT |
| ----------- | --------------------- | ----------- |
| Núm         | Ciclista              | Pos         |
| 171         | Hermann Pernsteiner   | 36è         |
| 172         | Martin Messner        | 50è         |
| 173         | Marco Schrettl        | 69è         |
| 174         | Sebastian Schönberger | 54è         |
| 175         | Lukas Pöstlberger     | 91è         |
| 176         | Sebastian Putz        | DNF-3       |
| 177         | Benjamin Eckerstorfer | 84è         |